# Dasychira subflava
Dasychira subflava är en fjärilsart som beskrevs av Walker 1855. Dasychira subflava ingår i släktet Dasychira och familjen tofsspinnare. Inga underarter finns listade i Catalogue of Life.